# 北齊行政區劃
北齊建立後，開始整頓行政區規劃，於556年十一月廢除三州、一百五十三郡及五百八十九縣。北齊江淮之地一度被南朝陳佔領。因為州轄區越分越細，於是設置行台兼管數州民政及軍事。

## 行政區劃
| 州     | 首郡   | 首縣                   | 備註 |
| ------ | ------ | ---------------------- | ---- |
| 司州   | 清都尹 | 鄴城（今河北臨漳）     |      |
| 洛州   | 洛陽郡 | 洛陽（今河南洛陽）     |      |
| 懷州   | 河內郡 | 野王（今河南沁陽）     |      |
| 梁州   | 陳留郡 | 大樑（今河南開封）     |      |
| 鄭州   | 潁川郡 | 潁陰（今河南許昌）     |      |
| 和州   | 伊陽郡 | （今河南伊川）         |      |
| 襄州   | 陳郡   | 淮陽（今河南淮陽）     |      |
| 永州   | 城陽郡 | （今河南信陽北）       |      |
| 郢州   | 義陽郡 | （今河南信陽）         |      |
| 南郢州 | 弋陽郡 | （今河南潢川）         |      |
| 東豫州 | 汝南郡 | 新息（今河南息縣）     |      |
| 豫州   | 汝南郡 | 懸瓠（今河南汝南）     |      |
| 廣州   | 襄城郡 | 魯陽（今河南魯山）     |      |
| 戎州   | 鄉郡   | 武鄉（今山西武鄉）     |      |
| 東雍州 | 正平郡 | 新絳（今山西新絳）     |      |
| 并州   | 太原郡 | 晉陽（今山西太原）     |      |
| 建州   | 高都郡 | 高都（今山西晋城）     |      |
| 朔州   | 廣安郡 | 朔縣（今山西朔州）     |      |
| 西汾州 | 懷政郡 | （今山西離石）         |      |
| 恒州   |        | 平城（今山西大同）     |      |
| 南朔州 | 西河郡 | 西河（今山西汾陽）     |      |
| 肆州   |        | 九原（今山西忻縣）     |      |
| 南汾州 | 定陽郡 | 定陽（今山西吉縣）     |      |
| 晉州   | 平陽郡 | 白馬城（今山西臨汾）   |      |
| 建州   | 高都郡 | 建興（今山西晉城）     |      |
| 顯州   | 雁門郡 | 代縣（今山西代州）     |      |
| 兗州   |        | 瑕丘（今山東兗州）     |      |
| 西兗州 | 濟陰郡 | 定陶（今山東定陶）     |      |
| 光州   | 東萊郡 | 掖縣（今山東萊州）     |      |
| 膠州   | 東武郡 | 諸城（今山東諸城）     |      |
| 青州   |        | 東陽（今山東青州）     |      |
| 齊州   | 濟南郡 | 曆城（今山東濟南）     |      |
| 南青州 |        | 沂水（今山東沂水）     |      |
| 濟州   |        | 碻磝（今山東茌平）     |      |
| 北徐州 | 琅琊郡 | 臨沂（今山東臨沂）     |      |
| 徐州   | 彭城郡 | 彭城（今江蘇徐州）     |      |
| 東楚州 | 宿豫郡 | 宿豫（今江蘇宿遷）     |      |
| 海州   | 琅琊郡 | 龍沮（今江蘇連雲港）   |      |
| 淮州   | 淮陰郡 | 清江（今江蘇淮陰）     |      |
| 東廣州 | 廣陵郡 | 江都（今江蘇揚州）     |      |
| 東徐州 | 下邳郡 | 下邳（今江蘇邳州）     |      |
| 江州   | 晉熙郡 | （今安徽潛山）         |      |
| 霍州   | 岳安郡 | （今安徽霍山）         |      |
| 合州   | 汝陰郡 | （今安徽合肥）         |      |
| 南譙州 | 新城郡 | 滁縣（今安徽滁州）     |      |
| 涇州   |        | 石樑（今安徽天長）     |      |
| 仁州   |        | 赤坎（今安徽固鎮）     |      |
| 潼州   | 夏丘郡 | 泗縣（今安徽泗縣）     |      |
| 譙州   | 南譙郡 | 渦陽（今安徽蒙城）     |      |
| 和州   | 曆陽郡 | 和縣（今安徽和縣）     |      |
| 西楚州 | 鐘離郡 | 楚城（今安徽鳳陽）     |      |
| 南兗州 | 陳留郡 | 譙（今安徽亳州）       |      |
| 揚州   | 淮南郡 | 壽陽（今安徽壽縣）     |      |
| 衡州   | 齊安郡 | （今湖北麻城南）       |      |
| 南定州 |        | （今湖北麻城）         |      |
| 北江州 |        | （今湖北大悟）         |      |
| 南司州 |        | （今湖北黃陂）         |      |
| 巴州   | 西陽郡 | （今湖北鄂城）         |      |
| 羅州   | 齊昌郡 | （今湖北蘄春）         |      |
| 趙州   | 南趙郡 | 廣阿（今河北隆堯）     |      |
| 冀州   | 長樂郡 | 信都（今河北冀州市）   |      |
| 瀛州   |        | 趙都軍城（今河北河間） |      |
| 滄州   |        | 饒安（今河北鹽山）     |      |
| 定州   | 中山郡 | 盧奴（今河北定州）     |      |
| 北燕州 |        | （今河北涿鹿）         |      |
| 南營州 | 昌黎郡 | （今河北徐水）         |      |
| 平州   | 遼西郡 | 范陽（今河北遷安）     |      |
| 東燕州 | 昌平郡 | 宣都城（今北京昌平）   |      |
| 安州   |        | （今河北隆化）         |      |
| 幽州   | 燕郡   | 薊城（今北京）         |      |
| 營州   |        | 和龍（今遼寧朝陽）     |      |